# Rajd Hiszpanii 1996

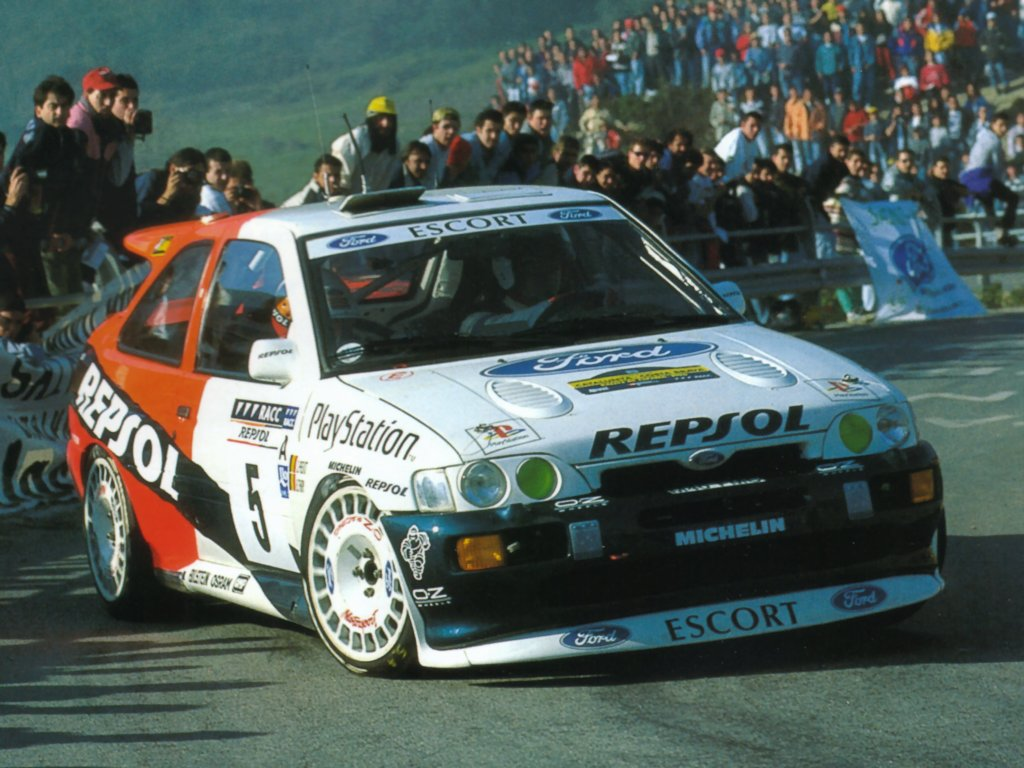
Bruno Thiry podczas rajdu

Rezultaty Rajdu Hiszpanii (32. Rallye Catalunya - Costa Brava - Rallye de España), eliminacji Rajdowych Mistrzostw Świata w 1996 roku, który odbył się w dniach 4-6 listopada. Była to ósmą runda czempionatu w tamtym roku. Bazą rajdu było miasto Lloret de Mar.

## Zwycięzcy odcinków specjalnych[1]
| Dzień | OS   | Nazwa                   | Długość  | Zwycięzca                | Czas  | Śr. pred.  | Lider rajdu  |
| ----- | ---- | ----------------------- | -------- | ------------------------ | ----- | ---------- | ------------ |
| 1     | SS1  | La Trona 1              | 12,92 km | Bruno Thiry              | 8:43  | 88,93 km/h | Bruno Thiry  |
| 1     | SS2  | Alpens - Les Llosses 1  | 22,03 km | Piero Liatti             | 14:05 | 93,86 km/h | Piero Liatti |
| 1     | SS3  | Coll de Santigosa 1     | 10,66 km | Belgia Bruno Thiry       | 6:53  | 92,92 km/h | Bruno Thiry  |
| 1     | SS4  | Coll de Bracons 1       | 19,99 km | Colin McRae              | 13:13 | 90,75 km/h | Bruno Thiry  |
| 1     | SS5  | La Roca - Sant Hilari 1 | 36,21 km | Bruno Thiry Freddy Loix  | 23:01 | 94,39 km/h | Bruno Thiry  |
| 1     | SS6  | Cladells                | 13,74 km | Freddy Loix              | 9:25  | 87,55 km/h | Piero Liatti |
| 2     | SS7  | La Riba                 | 34,57 km | Tommi Mäkinen            | 21:57 | 94,50 km/h | Piero Liatti |
| 2     | SS8  | Prades                  | 14,21 km | Piero Liatti             | 8:43  | 97,81 km/h | Piero Liatti |
| 2     | SS9  | El Priorat              | 21,55 km | Piero Liatti             | 15:21 | 84,23 km/h | Piero Liatti |
| 2     | SS10 | La Figuera              | 24,17 km | Piero Liatti Colin McRae | 15:37 | 92,86 km/h | Piero Liatti |
| 2     | SS11 | La Bisbalde Falset      | 25,15 km | Colin McRae              | 16:19 | 92,48 km/h | Piero Liatti |
| 2     | SS12 | Escaladei               | 21,68 km | Colin McRae              | 13:16 | 98,05 km/h | Piero Liatti |
| 2     | SS13 | La Riba                 | 34,57 km | Bruno Thiry Colin McRae  | 21:47 | 95,22 km/h | Piero Liatti |
| 3     | SS14 | La Trona 2              | 12,92 km | Bruno Thiry              | 8:42  | 89,10 km/h | Piero Liatti |
| 3     | SS15 | Alpens- Les Llosses 2   | 22,03 km | Colin McRae              | 13:53 | 95,21 km/h | Piero Liatti |
| 3     | SS16 | Coll de Santigosa 2     | 10,66 km | Colin McRae              | 6:51  | 93,37 km/h | Piero Liatti |
| 3     | SS17 | Coll de Bracons 2       | 19,99 km | Colin McRae              | 13:06 | 91,56 km/h | Colin McRae  |
| 3     | SS18 | La Roca - Sant Hilari 2 | 36,21 km | Colin McRae              | 22:54 | 94,87 km/h | Colin McRae  |

## Wyniki końcowe rajdu
| Msc.                   | Kierowca               | Pilot                   | Samochód                      | Czas                   | Strata                 | Grupa                  | Punkty                 |
| Klasyfikacja generalna | Klasyfikacja generalna | Klasyfikacja generalna  | Klasyfikacja generalna        | Klasyfikacja generalna | Klasyfikacja generalna | Klasyfikacja generalna | Klasyfikacja generalna |
| ---------------------- | ---------------------- | ----------------------- | ----------------------------- | ---------------------- | ---------------------- | ---------------------- | ---------------------- |
| 1.                     | Colin McRae            | Derek Ringer            | Subaru Impreza 555            | 4:14:20                | 0.0                    | A8 M                   | 20                     |
| 2.                     | Piero Liatti           | Fabrizia Pons           | Subaru Impreza 555            | 4:14.27                | +0:07                  | A8 M                   | 15                     |
| 3.                     | Bruno Thiry            | Stephane Prevot         | Ford Escort RS Cosworth       | 4:15.38                | +1:18                  | A8 M                   | 12                     |
| 4.                     | Freddy Loix            | Sven Smeets             | Toyota Celica GT-Four (ST205) | 4:15.55                | +1:35                  | A8                     | 10                     |
| 5.                     | Tommi Mäkinen          | Juha Repo               | Mitsubishi Lancer Evo III     | 4:16.12                | +1:52                  | A8 M                   | 8                      |
| 6.                     | Patrick Bernardini     | Dominique Savignoni     | Ford Escort RS Cosworth       | 4:17.30                | +3:10                  | A8                     | 6                      |
| 7.                     | Kenneth Eriksson       | Staffan Parmander       | Subaru Impreza 555            | 4:18.01                | +3:41                  | A8 M                   | 4                      |
| 8.                     | Oriol Gómez            | Marc Martí              | Renault Megane Maxi           | 4:18.22                | +4:02                  | A7                     | 3                      |
| 9.                     | Rui Madeira            | Nuno Rodrigues da Silva | Toyota Celica GT-Four (ST205) | 4:19.19                | +4:59                  | A8                     | 2                      |
| 10.                    | Angelo Medeghini       | Barbara Medeghini       | Subaru Impreza 555            | 4:21.58                | +7:38                  | A8                     | 1                      |
| PWRC                   |                        |                         |                               |                        |                        |                        |                        |
| 1.(14.)                | Gustavo Trelles        | Jorge del Buono         | Mitsubishi Lancer Evo III     | 4:33.48                | 0.0                    | N4                     |                        |
| 2.(16.)                | Uwe Nittel             | Christina Thörner       | Mitsubishi Lancer Evo III     | 4:34:21                | +33                    | N4                     |                        |
| 3.(20.)                | Jacques Andreani       | Cédric Pirotte          | Mitsubishi Lancer Evo III     | 4:40:27                | +6:39                  | N4                     |                        |
| 2L WRC                 |                        |                         |                               |                        |                        |                        |                        |
| 1 (8.)                 | Oriol Gómez            | Marc Martí              | Renault Megane Maxi           | 4:18.22                | -                      | A7                     |                        |
| 2 (11.)                | Jaime Azcona           | Alfredo Rodríguez       | Peugeot 306 S16               | 4:23:17                | +4:55                  | A7                     |                        |
| 3 (12.)                | Josep Maria Bardolet   | Joaquim Muntada         | Seat Ibiza Kit Car            | 4:23:31                | +5:09                  | A7                     |                        |

1. ↑  Litera M przy oznaczeniu grupy do której należy samochód oznacza, iż tylko ci kierowcy zdobywali punkty dla swoich zespołów liczonych w klasyfikacji producentów na koniec sezonu.

## Klasyfikacja końcowa sezonu 1996
Tabele przedstawiają tylko pięć pierwszych miejsc.

### Kierowcy
| Lp. | Kierowca         | Pkt |
| --- | ---------------- | --- |
| 1   | Tommi Makinen    | 123 |
| 2   | Colin McRae      | 92  |
| 3   | Carlos Sainz     | 89  |
| 4   | Kenneth Eriksson | 78  |
| 5   | Piero Liatti     | 56  |

### Producenci
| Lp. | Producent           | Pkt |
| --- | ------------------- | --- |
| 1   | 555 Subaru WRT      | 401 |
| 2   | Mitsubishi Ralliart | 322 |
| 3   | Ford Motor Co. Ltd. | 299 |